# Traubach-le-Haut
Traubach-le-Haut (deutsch Obertraubach, elsässisch Ìwertràibàch) ist eine französische Gemeinde mit 636 Einwohnern (Stand 1. Januar 2022) im Département Haut-Rhin in der Region Grand Est (bis 2015 Elsass). Sie gehört zum Arrondissement Altkirch und zum Kanton Masevaux-Niederbruck und ist Mitglied des Gemeindeverbandes Sud Alsace Largue.

## Geografie
Die Gemeinde Traubach-le-Haut liegt im Gebiet der Burgundischen Pforte zwischen Belfort und Mülhausen im äußeren Südwesten des Elsasses. Durch das Gemeindegebiet fließt der Traubach, der über die Largue zur Ill entwässert und somit zum Einzugsgebiet des Rheins gehört.
Nachbargemeinden von Traubach-le-Haut sind Guevenatten im Norden, Hecken (Berührungspunkt) und Falkwiller im Nordosten, Buethwiller im Südosten, Traubach-le-Bas im Süden sowie Bréchaumont im Westen.

## Geologie
Traubach liegt im lösslehmbedeckten Tertiärhügelland des Sundgaus. Der Traubach hat die Lössanwehungen der letzten Kaltzeit linear ausgeräumt, die tertiären (mio-pliozänen) Vogesenschotter durchschnitten und sich weiter in den oligozänen (Elsässer Molasse) Untergrund eingetieft. Die vorwiegenden regenbringenden Westwinde haben am Osthang des Tales die Lösslehmdecke erodiert, im Windschatten des westlichen Hanges ist diese noch vorhanden und sorgt so für eine deutlich flachere Böschung. Man hat also auch hier die für den Sundgau typische Asymmetrie des Talquerschnittes.

## Geschichte
Ersterwähnungen 1226 als Trobe", dann "Truobach". Bis 1324 gehörte der Ort zur Grafschaft Pfirt, wurde dann habsburgisch und ging 1648 im Westfälischen Frieden an die französische Krone. Traubach war der Hauptort einer Vogtei zu der Dannemarie, Hecken, Bréchaumont und Bellemagny gehörten. Die Kirche war Mutterkirche von Traubach-le-Bas, Guevenatten und Bréchaumont. Im Hohburgwald stand einst die Hohburg, eine Motte, von der keine Spuren mehr vorhanden sind. Der Schlossweiher erinnert an ein ebenfalls verschwundenes Wasserschloss. Traubach war früher als Holzschuhmacherdorf bekannt.
Von 1871 bis zum Ende des Ersten Weltkrieges gehörte Obertraubach als Teil des Reichslandes Elsaß-Lothringen zum Deutschen Reich und war dem Kreis Altkirch im Bezirk Oberelsaß zugeordnet. Vom Juni 1940 bis November 1944 war Traubach von den Deutschen besetzt.

### Bevölkerungsentwicklung
| Jahr                       | 1910 | 1962 | 1968 | 1975 | 1982 | 1990 | 1999 | 2008 | 2020 |
| Einwohner                  | 457  | 325  | 356  | 360  | 390  | 400  | 448  | 534  | 619  |
| Quellen: Cassini und INSEE |      |      |      |      |      |      |      |      |      |

## Sehenswürdigkeiten
- Kirche St. Johannes der Täufer (Église Saint-Jean-Baptiste), erbaut 1785 an der Stelle einer Vorgängerkirche. Die Pfarrei 1302 erstmals erwähnt.
- Mairie-École, ein Walmdachbau der Louis-Philippe-Zeit mit gequaderten Ecklisenen, erbaut 1844/45. Die beiden Mittelachsen hervorgehoben: Zwei rundbogige Eingänge in rustiziertem Rahmen, darüber zwei Rundbogenfenster.

Kirche Saint-Jean-Baptiste in Traubach-le-Haut
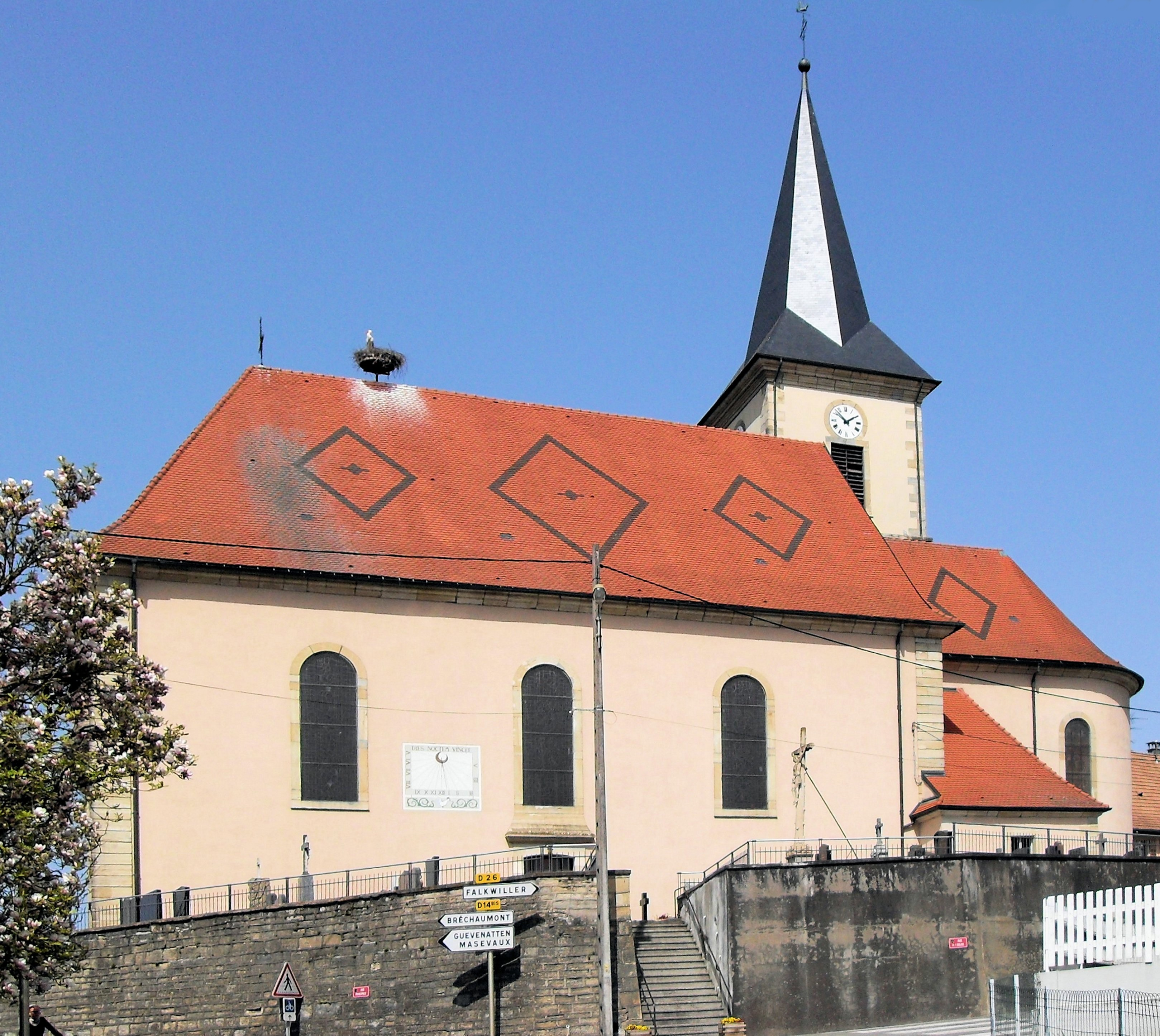
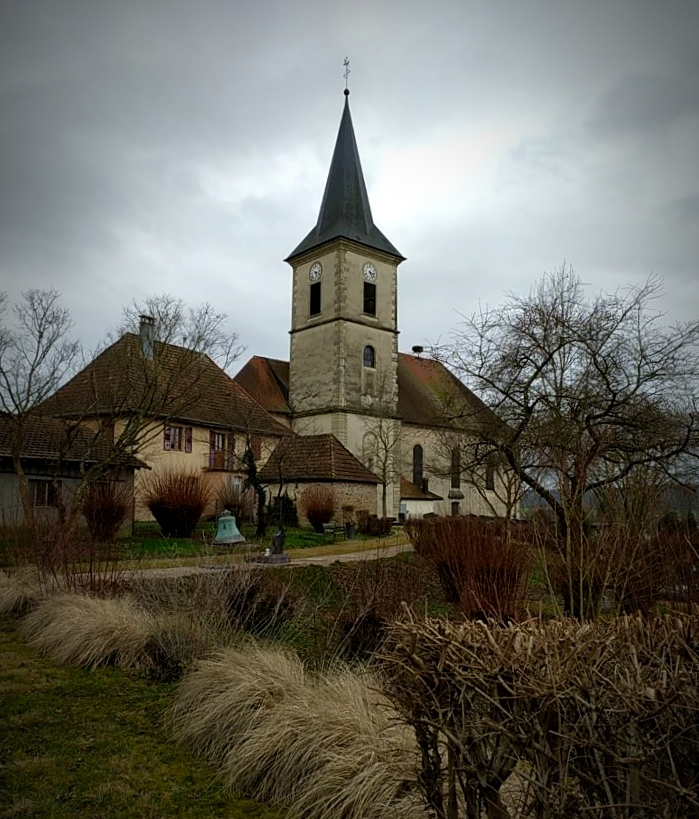